# Кумтаг
Кумтаг (на китайски: 库姆塔格沙漠) е пустиня в Северозападен Китай. Площта ѝ е 22 800 кв. км. Името означава „Пясъчна планина“ на няколко тюркски езика. Обявена е за национален парк през 2002 г.